# Ленд-канал

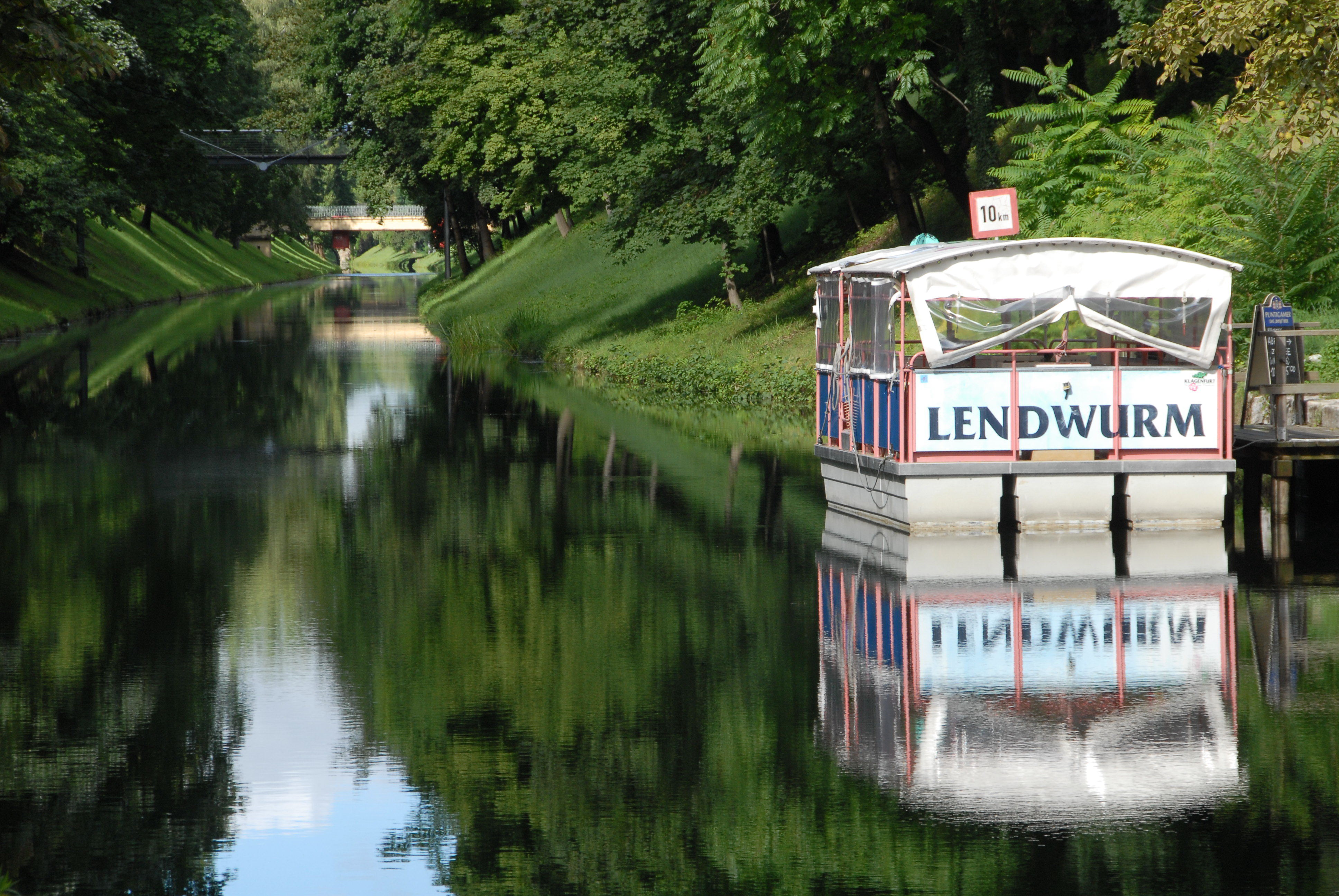
Лендканал з екскурсійним катером «Лендвурм» на якорі

Лендканал — це чотири-кілометровий штучний водний шлях, який веде від Вертерзе (початок біля так званого «Лендшпіц» і замку Марії-Лоретто) до центру Клагенфурта. Більша частина каналу проходить паралельно Тарвізерштрассе на півночі (раніше «Лендвег» і «Шіффгассе»); Віллахерштрассе супроводжує його з півдня. На початку Лендканал проходить повз Європапарк-Клагенфурт і Мінімундус. Канал перетинає кілька мостів, деякі з яких є архітектурно та історично значущими. Вулиці на північному березі Лендканалу дуже популярні серед велосипедистів і ролерів. Оскільки він оточений будівлями, тому затінений від Сонця, внутрішня частина каналу часто замерзає взимку і щороку з грудня зазвичай утворює довгу ковзанку недалеко від центру міста.
Назва «Lend» походить від середньоверхньонімецького "Lände", найпростішої форми внутрішнього порту. Початково створений у 16 ст. як водогін для міського рову та як транспортний шлях для будівельних та опалювальних матеріалів, Лендканал сьогодні слугує місцевою зоною відпочинку.

## Створення
Вже в 13-му столітті Генріх і Альберт фон Хайлек (фон Халлег) розробили план з'єднання міста Клагенфурт з Вертерзе каналом. Але це не вдалося через опір монастиря Віктрінг, якому належали відповідні землі. Це сталося лише після того, як місто було подаровано т. зв. «ландштенде» (суспільним станам) імператором Максиміліаном I після нищівної пожежі 1518 року. Вони запланували реконструкцію укріпленого міста, для чого розпочали у 1527 році з копання богемськими робітниками каналу, тоді відомого як «Зееграбен», який мав живити водою міський рів, який був побудований невдовзі після цього, а також місто у випадку пожежі.
Викопаний матеріал утворив дамбу безпосередньо біля каналу і тепер є основою для Віллахерштрассе. На той момент канал мав 4,5 км довжину і досягав міського рову. У 1558 року канал було розширено до ширини у 40 метрів. Це створило сполучення з озером, яке віддавна вважалося важливим транспортним шляхом. У 1580 році на допомогу були залучені навіть венеціанські гондольєри. У ході коаліційних воєн на початку XIX століття французи-загарбники підірвали фортифікаційні стіни та осушили рів. Після того Лендканал закінчується у «Лендгафені».

## Судноплавство

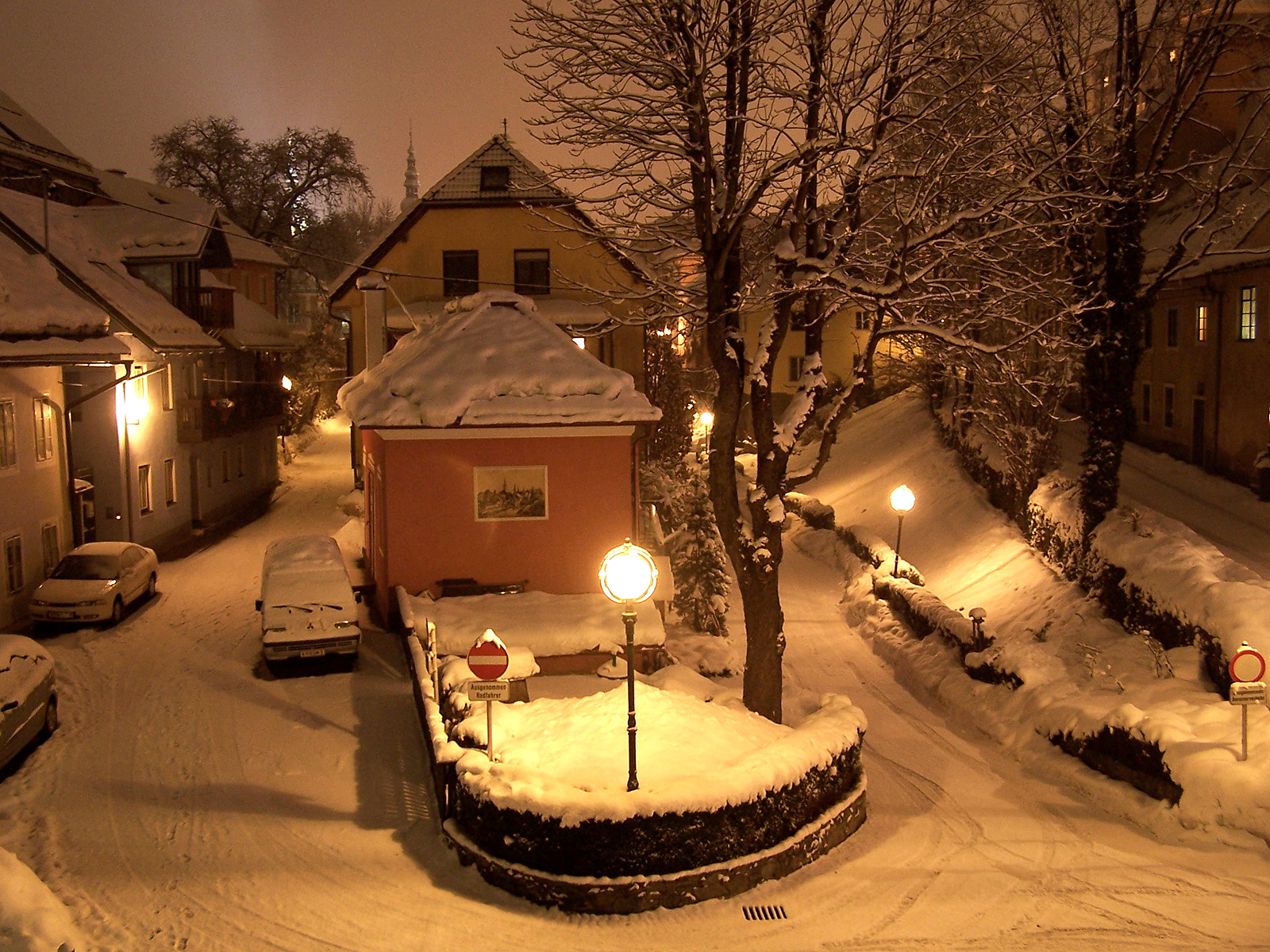
Алеї невеликого кварталу в Лендгафені були домівкою поденщиків і ремісників у попередні століття

Судноплавство на Лендканалі, а також на Вертерзее було до 18 століття монополією ландштенде. Тому 1700 року вони підтримували флот із 100 вантажних суден і незліченну кількість менших барж. Клагенфурт тоді в основному постачався цим водним шляхом: рибу, будівельні матеріали, дерево, цеглу, камінь, вапно та вугілля буксирували до міста, а зерно перевозили через Вертерзе та і далі наземним шляхом до Віллаха. З 1774 року селянам було дозволено привозити ліс до міста на власних суднах.
Розважальні поїздки для знаті були популярні вже в 16-му ст. З 1853 року для пасажирських перевезень використовувався також пароплав. Він мав великий успіх, записи повідомляють про 60 000 перевезених пасажирів 1883 р. У 1920 році було нараховано 300 000 пасажирів, а в 1942 році — Клагенфурт на той час був містом-лазаретом — було навіть 420 тис. Після закінчення Другої світової війни такого вже не було; причиною став трамвай, який курсував прямо біля Лендканалу по Віллахерштрассе до озера. З 1987 року невелике пасажирське судно "Лендвурм" знову ходить у літні місяці від Лендгафена, з зупинками біля Кам'яного мосту, планетарію в Мінімундусі та замку Марії Лоретто, до пристані судноплавства Вертерзе у східній бухті Вертерзе.

## Лендгафен

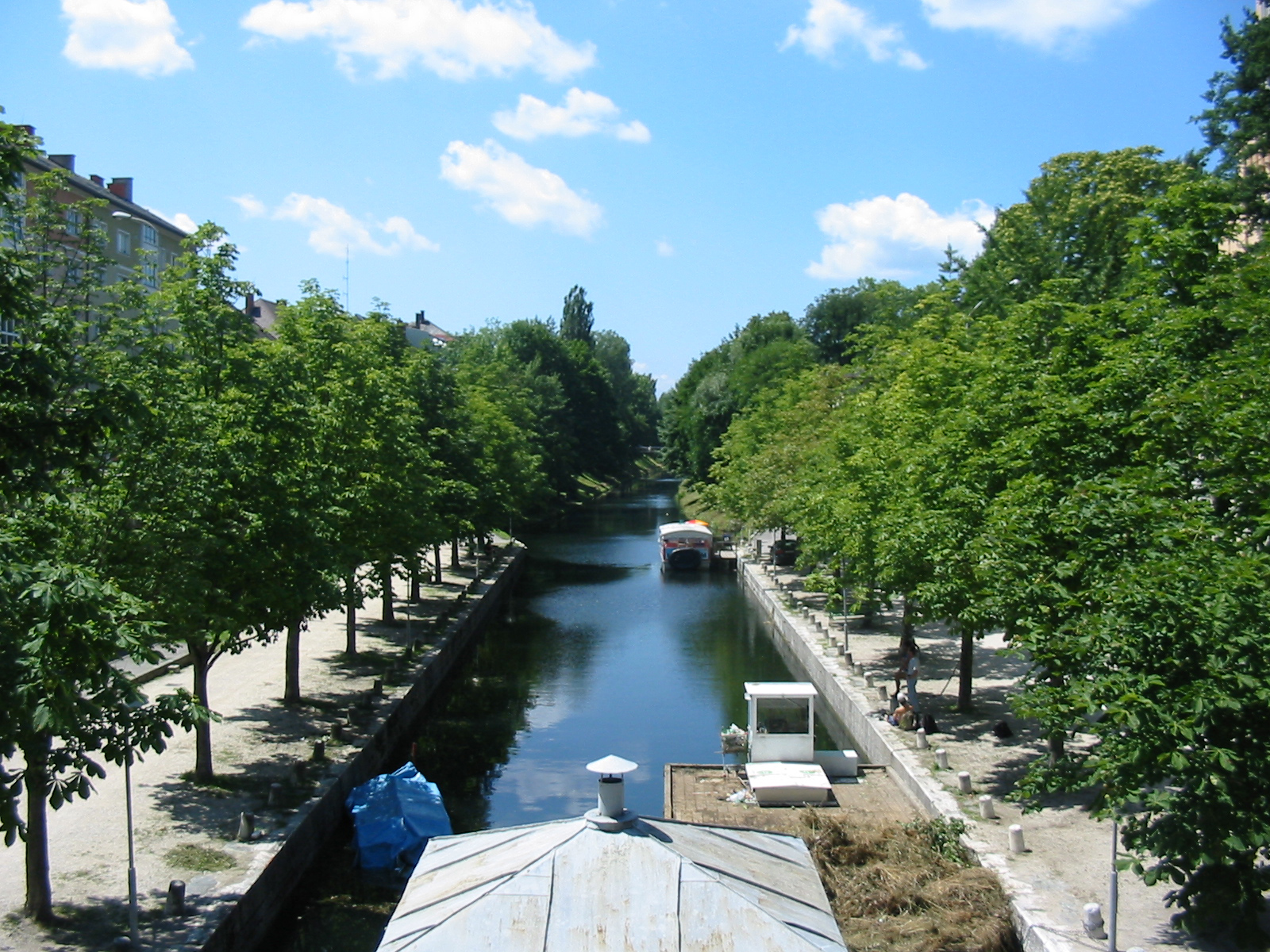
Лендгафен

Сьогодні Лендгафен утворює кінець Лендканалу поблизу центру міста Клагенфурт, а в кінці його перетинає Єлизаветинський міст. Сьогодні Лендгафен виглядає дуже ідилічно і тихо, а у попередні століття це було одне з найжвавіших місць у Клагенфурті, тому що тут пропонували на продаж товари, що перевозилися озером. З тих часів залишився Кам'яний рибалка, статуя з зеленого сланцю, яка закликала до гігієнічних правил, які були важливими в той час, щоб продавати лише свіжу рибу. Після довгої одіссеї статуя знаходиться на Бенедиктінерплац з 1988 року, і тому через століття може знову стати свідченням легендарної загрози, що порушення правил ринку каратимуться скам'янінням. Як і в багатьох інших місцях Клагенфурта, навколишні стіни, сходи та пандуси зроблені з портшахського мармуру. У 1864—1866 роках Йозеф і Антон Бірбаум побудували Йоганнескірхе на північній стороні над гавані (довгий час єдина протестантська церква в міст) в неоготичному стилі.
У Лендгафені також знаходився клуб льодових видів спорту «Eislaufverein Wörthersee», заснований у 1890 році, який, як і протестантський ректорат, був сильно пошкоджений бомбардуванням 1944 року та знесений 1953 р. Після того у бараку розташовувався льодовий стадіон для айсштоку, який у 1990-х роках мав поступитися місцем кафе в колишньому трамвайному вагоні, який тепер також демонтували. Фундамент бараку зберігся і сьогодні.
Протягом кількох десятиліть складалися різноманітні плани ревіталізації та використання цього романтичного місця, але до конкретної реалізації досі не дійшло.

## Мости

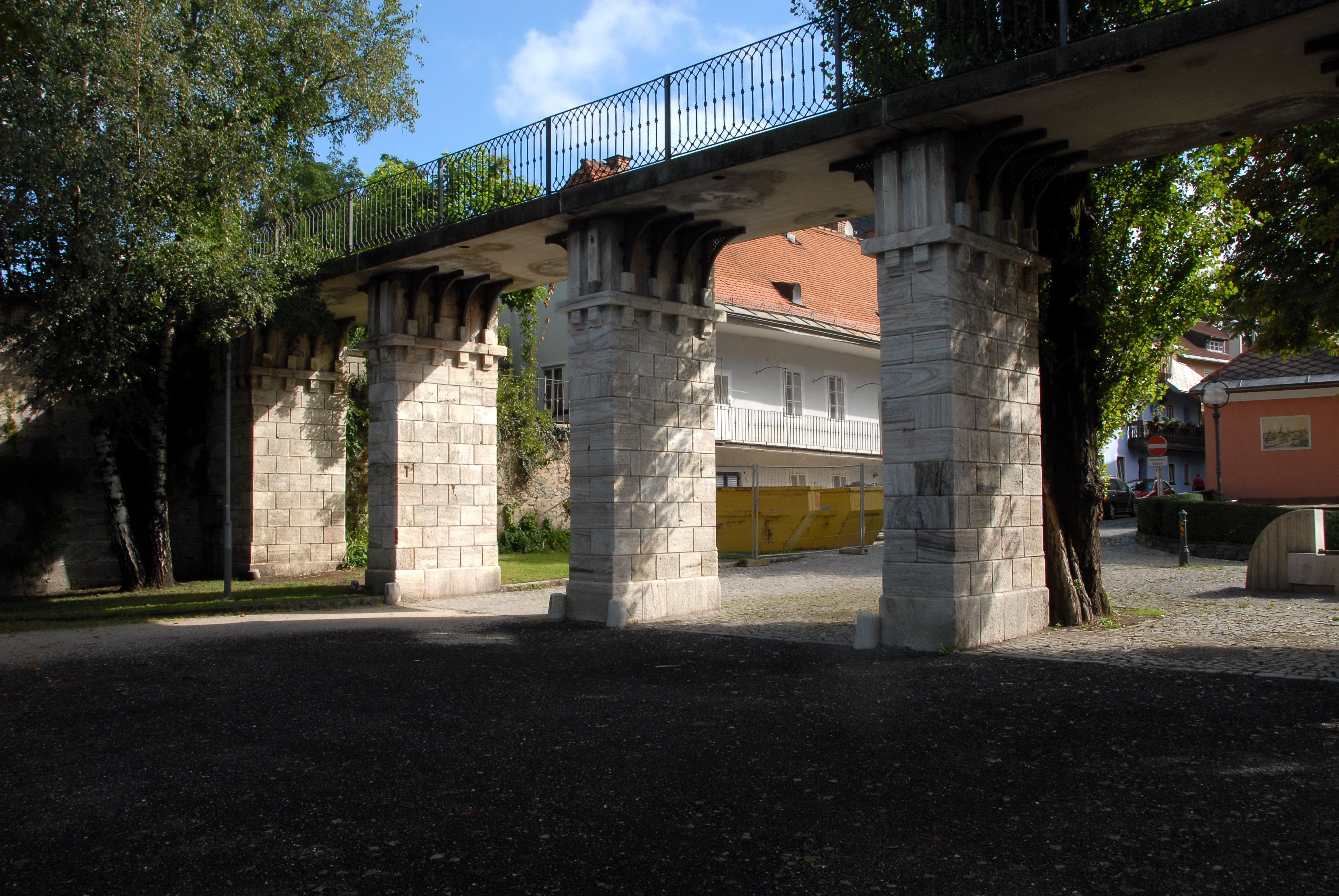
Міст Єлизавети через Лендгафен

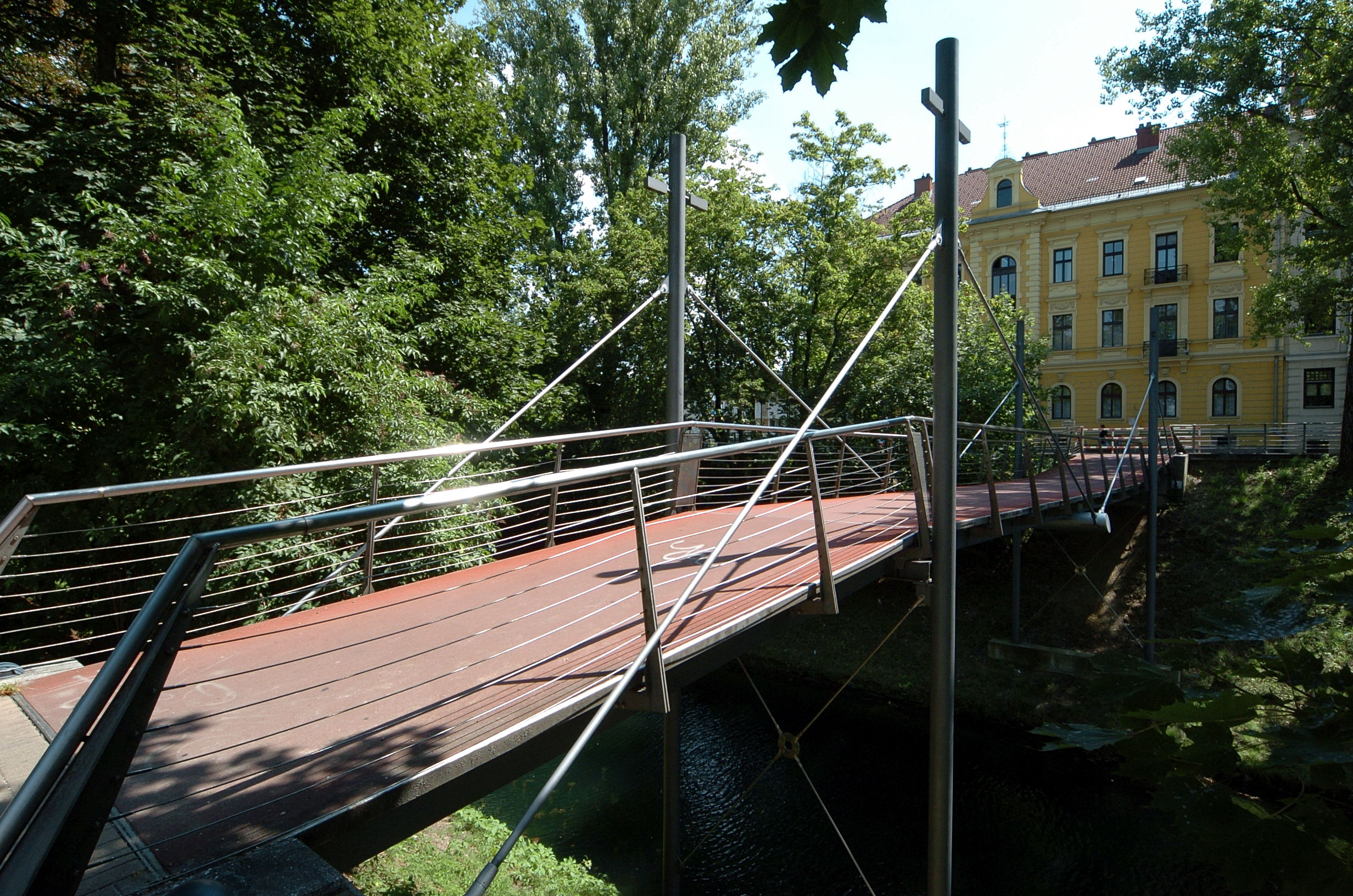
Міст Єргіч з 2000 року

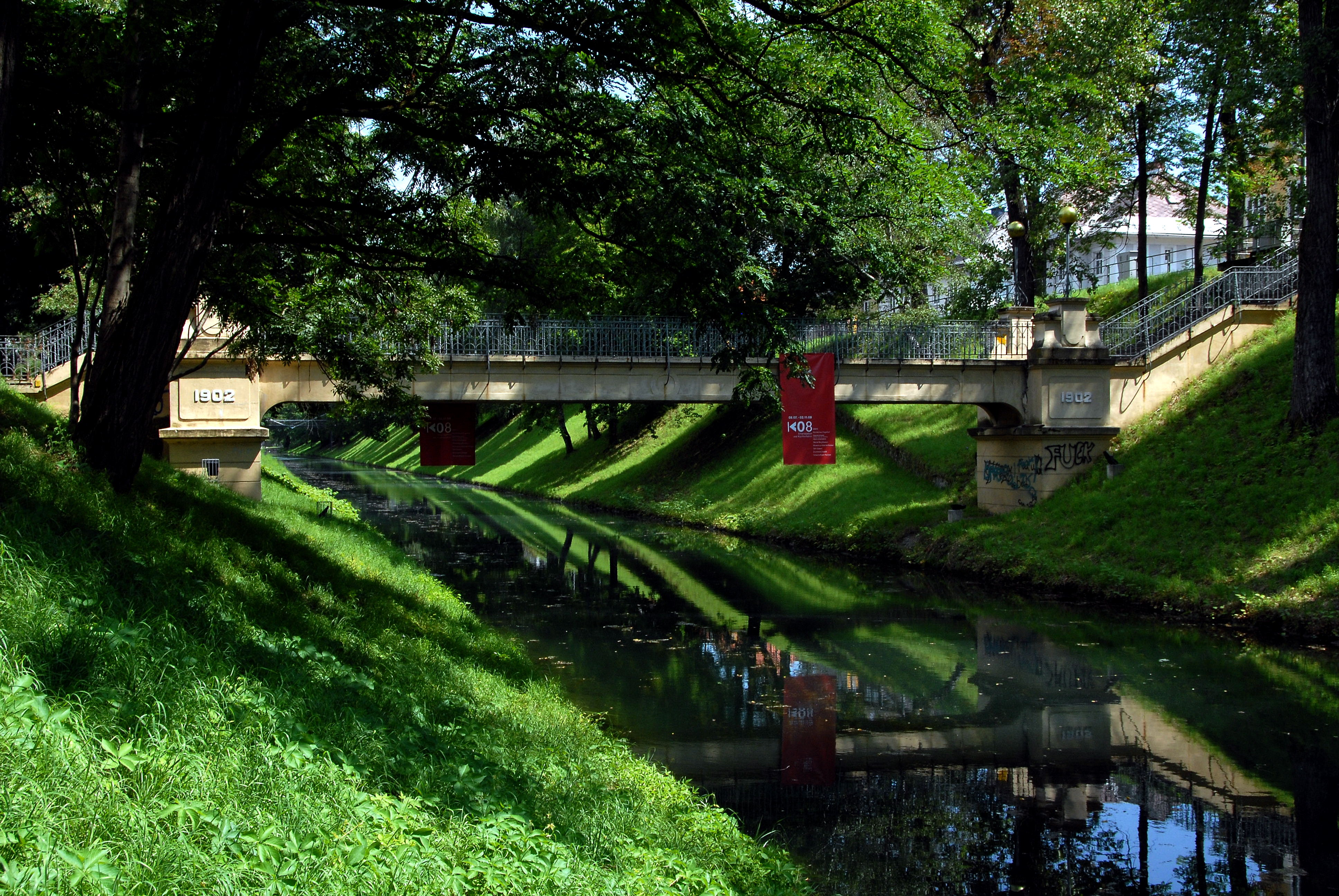
Міст Ріцці у стилі модерн з 1902 року

Десять пішохідних або звичайних мостів перетинають Лендканал на маршруті від Лендгафена до Марії Лоретто (наведені у порядку від Лендгафена до озера):

### Єлизаветинський міст
Міст Єлизавети був побудований 1856 року Доменіко Венкіарутті і названий на честь тодішньої імператриці Сісі. На радість населення у віці 19 років вона також була присутня на інавгурації моста. Вузький пішохідний міст позначає кінець Лендканалу в Лендгафені і відкриває чудовий вид на озеро та центр міста, який у 19 ст. був особливо популярним серед художників.

### Міст Єргіч
Міст Єргіч — а також вулиця імені Фердинанда Єргіча з Клагенфурта, засновника Добровільної пожежної команди в Австрії– є, крім мосту біля пляжу Метніц, одним із найновіших пішохідних та велосипедних мостів через Лендканал. Спочатку він був побудований у 1942 році як дерев'яний міст Службою швидкої технічної допомоги для працівників служби НСДАП, яка була розташована в колишній семінарії поруч з ним (нині єпархіальний будинок) на Тарвізерштрассе. У 1955 році цей тимчасовий міст був замінений бетонним; будівництво моста довжиною 28 метрів і шириною 2 метри тоді коштувало 100 000 шилінгів. У 2000 році новий, легкий металевий міст був побудований на тому ж місці, що й попередній бетонний, і коштував 200 тис. Євро.

### Міст Ріцці
Міст Ріцці, побудований 1902 року в стилі модерн, є одним з найкрасивіших мостів через Лендканал. Безпосередньо перед і після мосту ще можна побачити фортифікаційні стіни бечівника, який проходив під мостом. Міст Ріцці і Ріцціштрассе названі на честь поета і журналіста Вінценца Ріцці.

### Автомобільно-залізничний міст

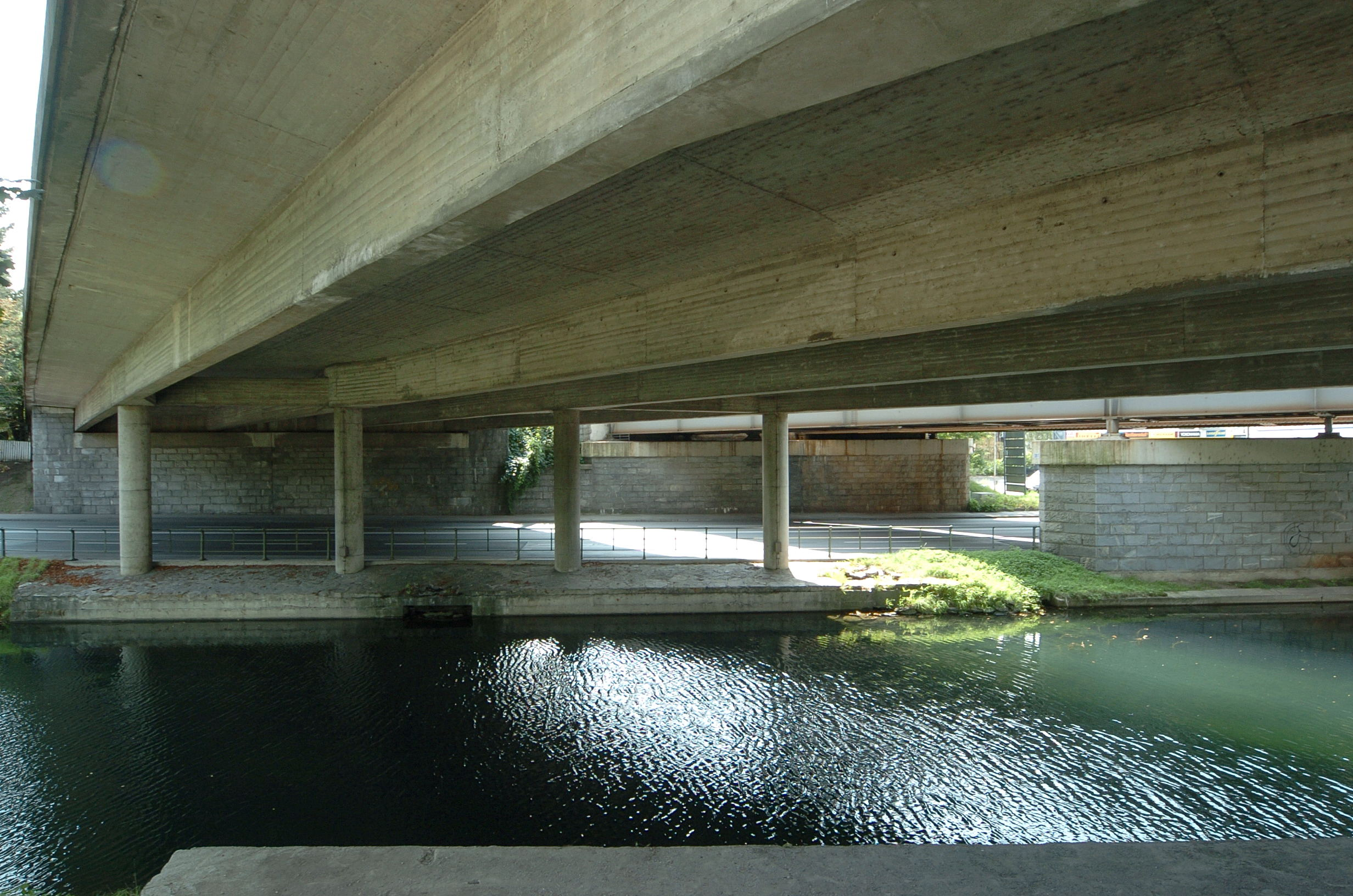
Автомобільний міст через Лендканал

Автомобільно-залізничний міст є фактично двома бетонними мостами, що стоять поруч один з одним, — один для виїзду машин на Південну автомагістраль, який був відкритий 1972 року, а також паралельно йому - для залізниці в напрямку Вертерзее; мости розташовані над Віллахерштрассе, Лендканалом і Тарвізерштрассе. З північного боку опори мостів були затверджені містом як місце для розписів графіті.

### Кам'яний міст

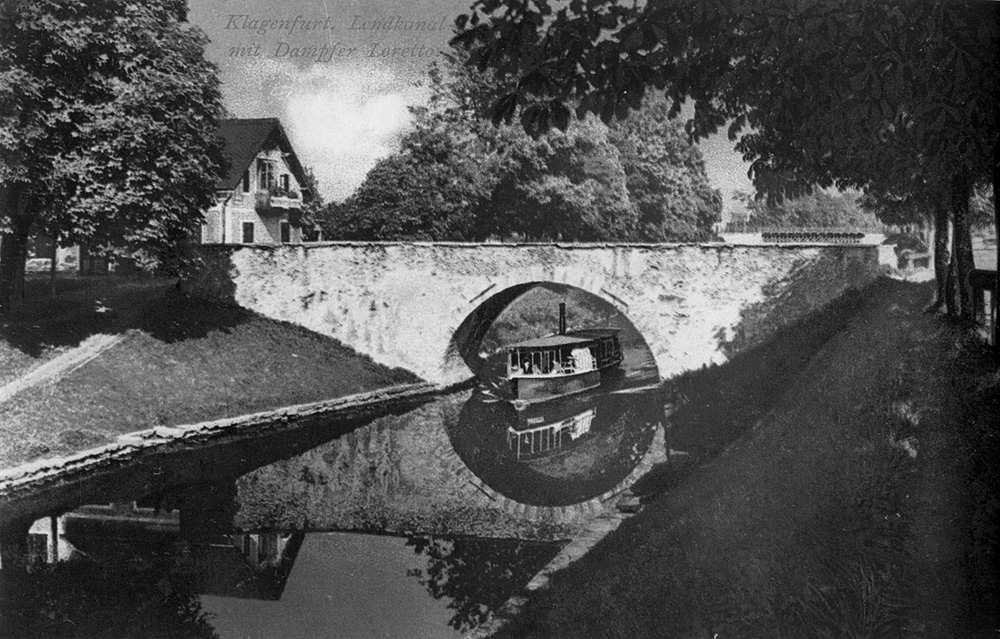
Кам'яний міст на фото приблизно 1880 року з пароплавом «Лорето I»

Кам'яний міст — найстаріший міст через Лендканал. Він був побудований 1535 року і тому, ймовірно, є найстарішим збереженим мостом в Каринтії. Це був єдиний зв'язок між поселеннями та нинішніми районами Клагенфурта Вайдманнсдорф і Санкт-Мартін. Міст побудований з бутового каменю; його піварка довершується відображенням у темній воді до повної круглої арки. У 1966 році його довелося адаптувати до сучасних вимог руху та до ширини 13,5 м, не пошкоджуючи його унікальний характер. Влітку Кам'яний міст є популярним місцем зустрічі молоді на шляху з міста до озера.

### Міст Хайнцель
Невражаючий пішохідний міст 1962 року, названий на честь Юліуса Хайнцеля, колишнього директора Клагенфуртської гімназії та земельного шкільного інспектора.

### Патерніонський міст
Разом із Кам'яним мостом, Патерніонський міст є найважливішим пунктом перетину каналу міським транспортом. Свою неофіційну назву він отримав від сусіднього, більше неіснуючого готелю «Gasthaus Paternioner». Через міст веде Віллахерштрассе, одна з головних сполучних доріг Клагенфурта, а під мостом йде велосипедна доріжка до озера Вертерзее. Цей міст спочатку був дерев'яним і його довелося укріпити 1910 року, інакше він не мав би достатньої несучої здатності для електричного трамвая. З 1946 по 1950 рік під час перебудови Патерніонського мосту для руху транспорту використовувався тимчасовий міст у безпосередній близькості.

### Міст Лореляй (велосипедний міст)
Велосипедний міст біля Мінімундіса розташований неподалік від Клагенфуртського університету, планетарію та зоопарку рептилій.

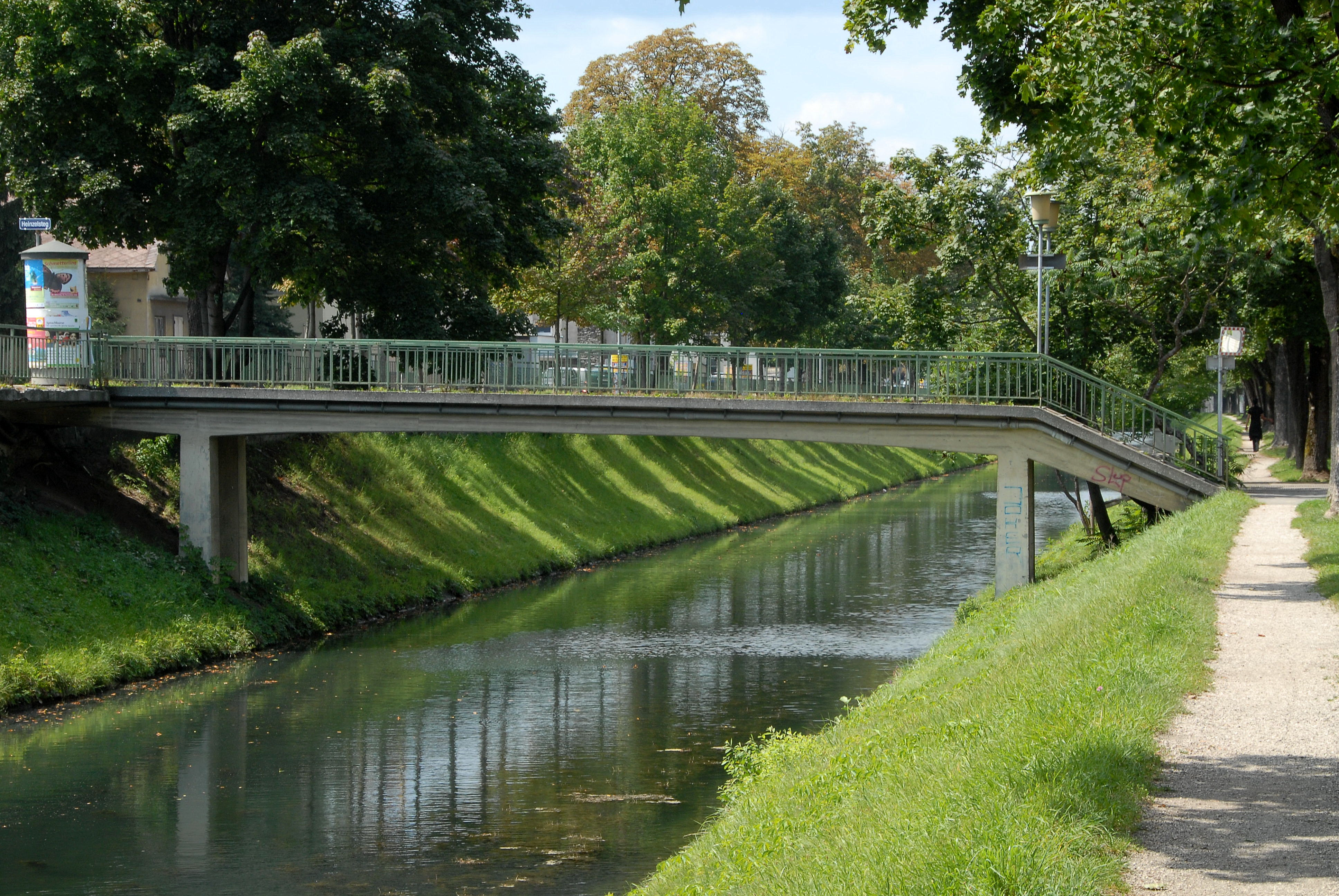
Міст Хайнцель 1962 року
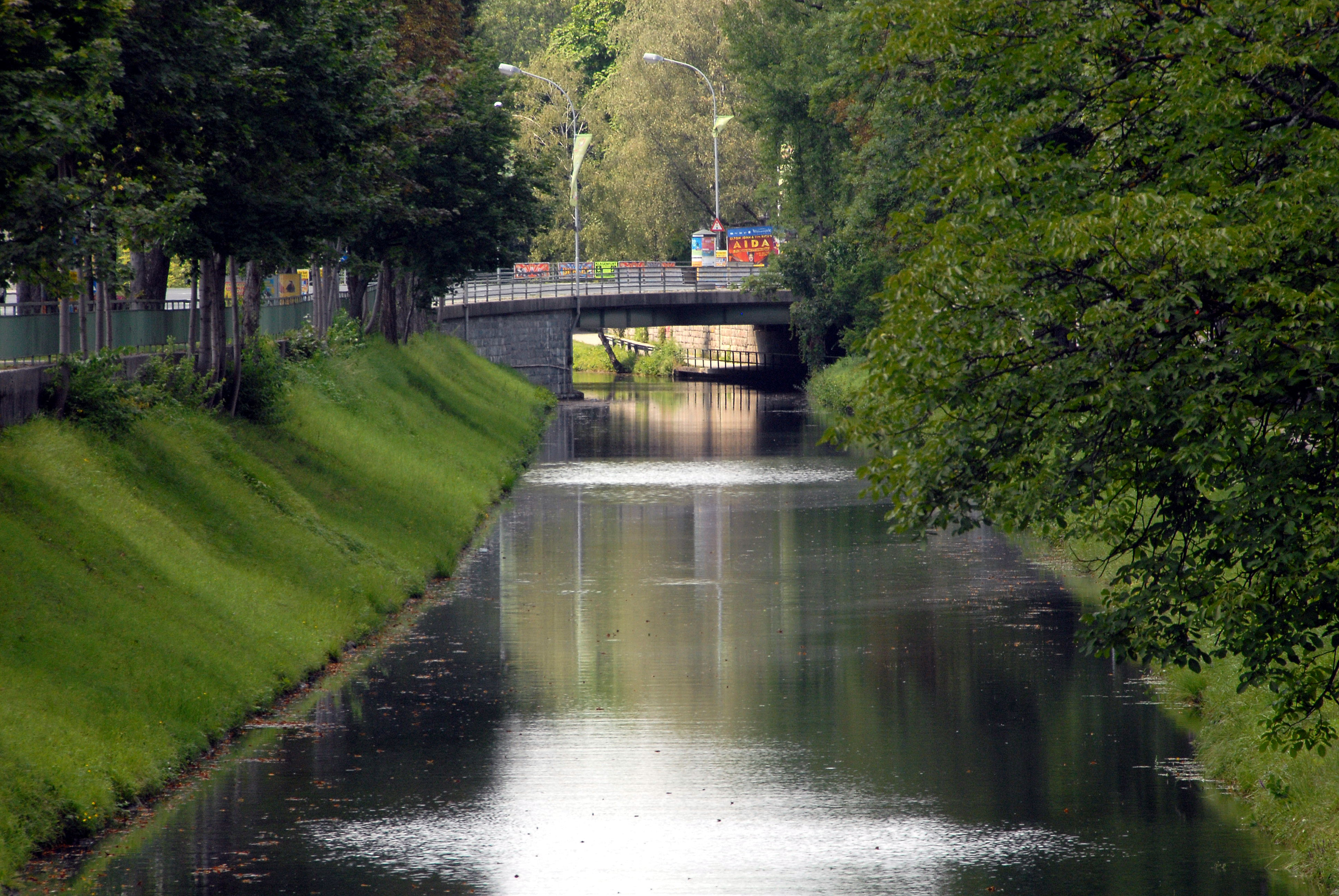
Патерніонський міст
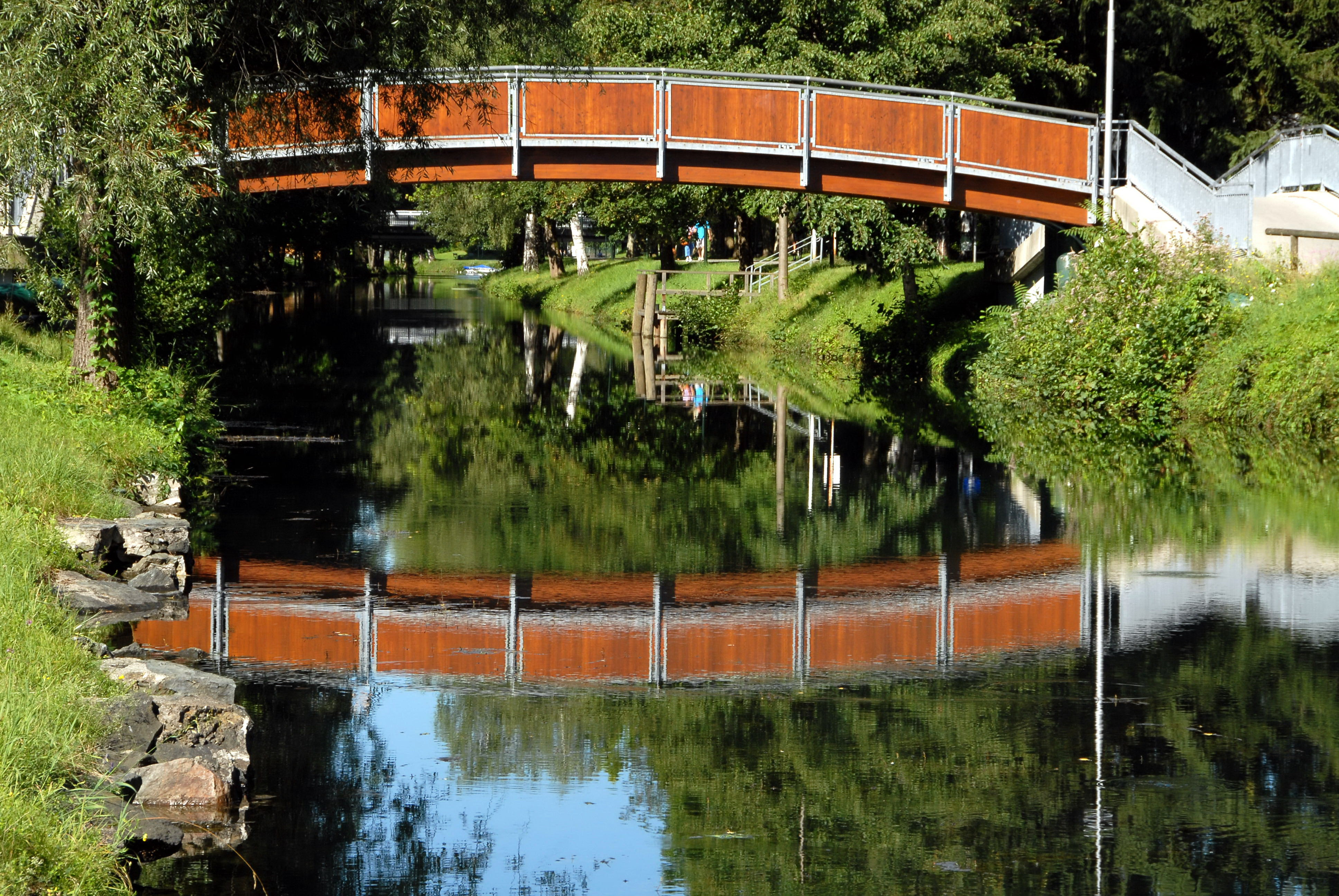
Міст Лореляй - вид на схід

### Вертерзее-Зюдуферштрассе
Між Мінімундусом і Європапарком вулиця Вертерзее-Зюдуферштрассе веде через один із трьох автомобільних мостів Лендканалу від Віллахерштрассе до Майернігга. До того, як був побудований цей міст, Зюдуферштрассе починалася біля Патерніонського мосту. З 2007 року цей міст розширили до чотирьох смуг.

### Міст Лоретто (Міст Метніцштранд)
Цей критий дерев'яний пішохідний міст з'єднує пляж Метніц, названий на честь колишнього мера Густава Ріттера фон Метніца, з протилежною Вільсонштрассе. Він був перебудований у 1990-х роках і є останнім переходом через канал перед замком Марія Лоретто. У безпосередній близькості розташовані історичний трамвай Lendcanaltramway, а також музей міського транспорту і музей кіно.

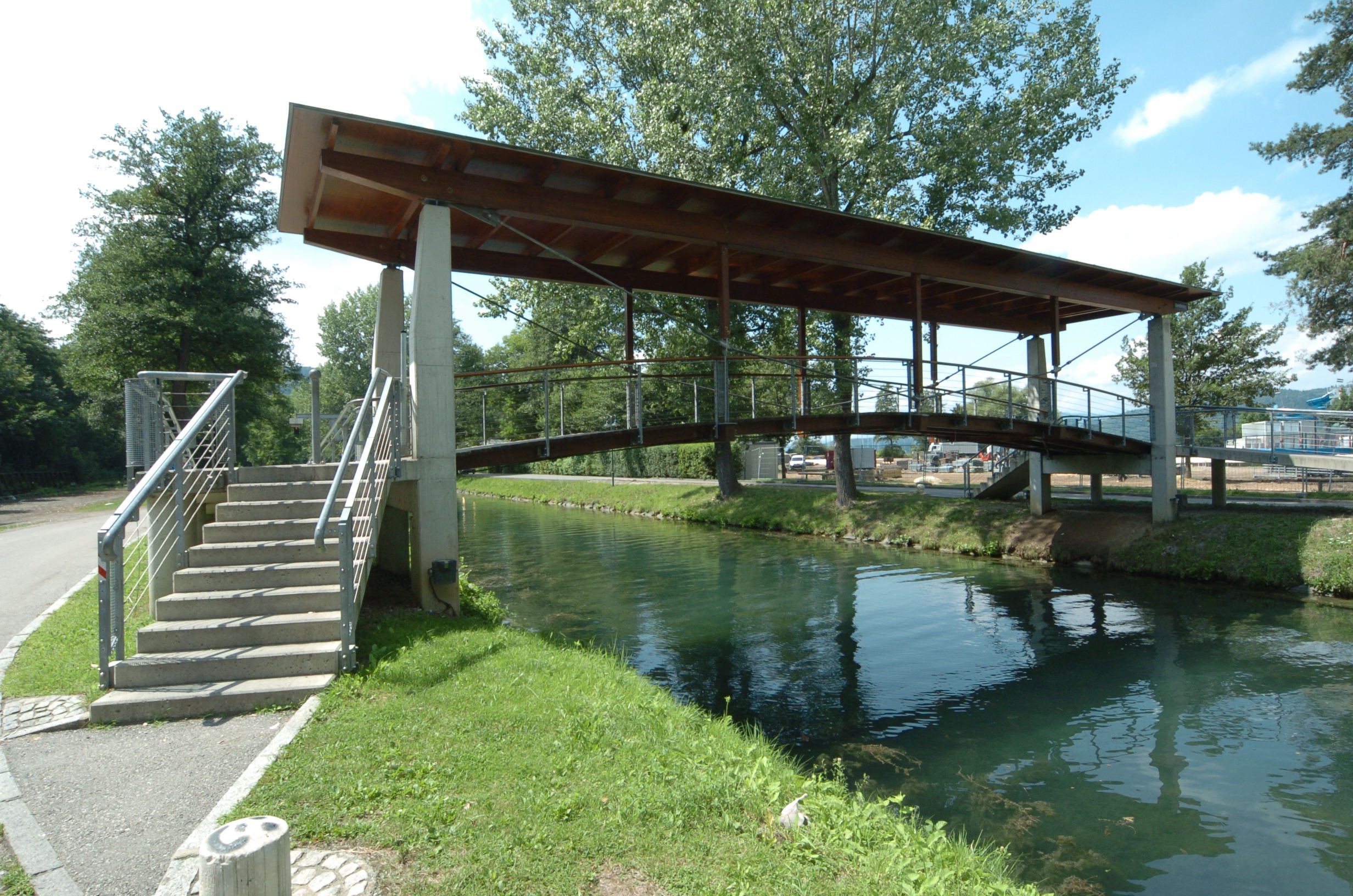
Міст Лоретто
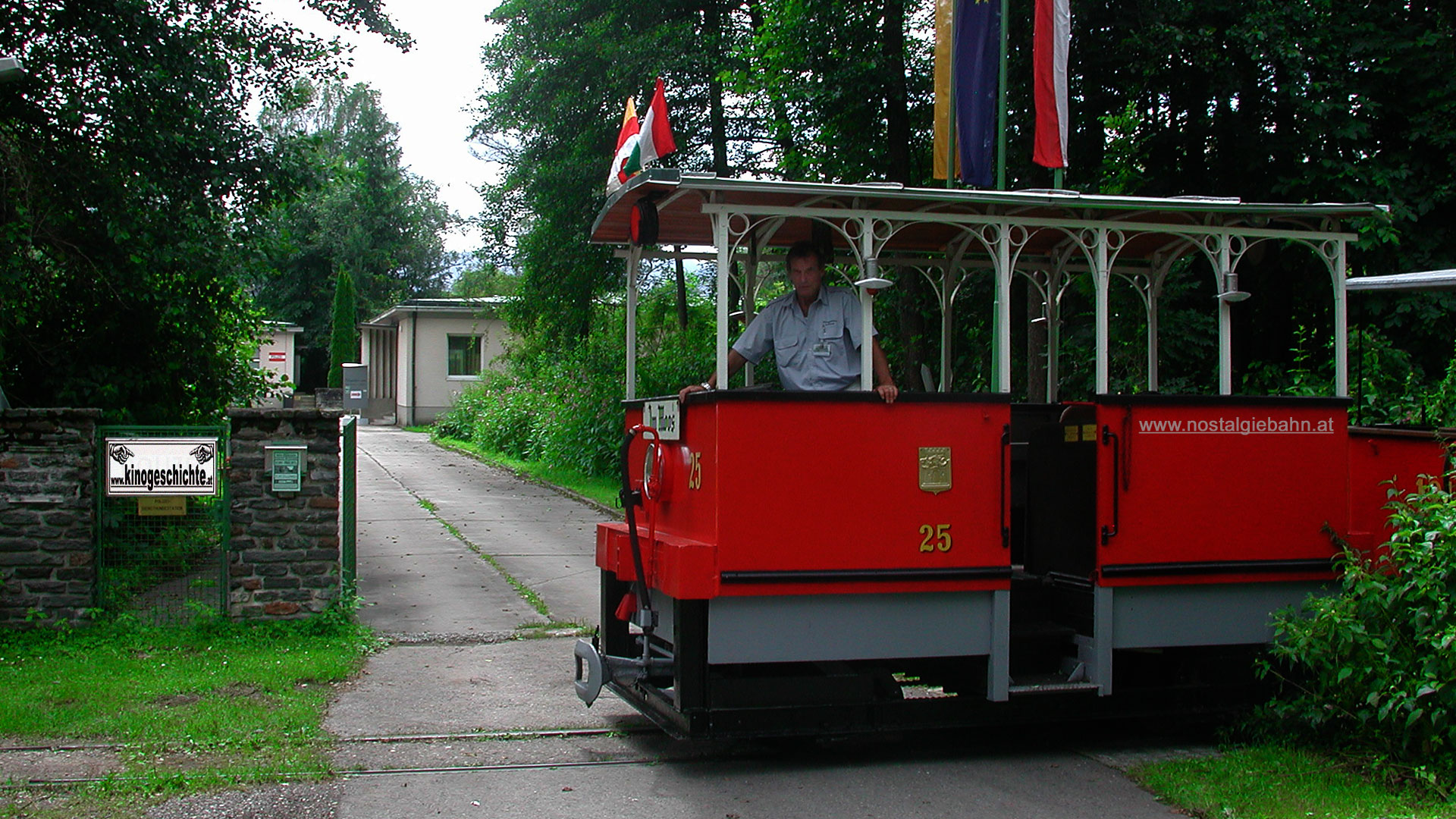
Lendcanaltramway

## Вебпосилання
- Лендканал і Кам'яний міст [Архівовано 9 березня 2008 у Wayback Machine.]